# ジェームス・J・ジェフリーズ
ジェームス・J・ジェフリーズ（James J. Jeffries、1875年4月15日 - 1953年3月3日）は、アメリカ合衆国の男性プロボクサー。本名はジェームス・ジャクソン・ジェフリーズ（James Jackson Jeffries）。オハイオ州キャロル出身。元世界ヘビー級王者。
驚異的な身体能力の持ち主であり、100ヤード（91.44m）を11秒で走り、正面跳びしか存在しなかった当時の走高跳で5フィート10インチ（177.8cm）を記録したとされる。

## 来歴
オハイオ州キャロルの農家に生まれ、6歳の時にカリフォルニア州ロサンゼルスに移住した。少年時代からボイラー工場で働いていた（ニックネーム「ボイラーメイカー」の由来でもある。恵まれた身体能力を生かし、ボクシング、レスリング、陸上競技で才能を示した。
1895年、巡業で訪れた黒人ボクサーのハンク・グリフィンを相手に懸賞金を賭けた非公式試合を行い、技術に翻弄されながらも17回にKOで勝利する。このことをきっかけにプロボクサーとなることを決意する。
1896年7月2日、21歳でプロデビュー。
1897年、ジェームス・J・コーベットの所属ジム「オリンピッククラブ」に招かれ、スパーリングパートナーを務めるようになった。
1897年7月16日、ガス・ルーリンと対戦し、20回引き分け。
1897年11月30日、ジョー・チョインスキーと対戦。この時点で既にチョインスキーはベテランの域にあり、老獪な戦術と要所での強打で多くの巨漢に勝利した実績を有していた（4年後にはジャック・ジョンソンをKOで倒している）。その堅実なアウトボクシングに若いジェフリーズは翻弄されるが、3回に左フックでダウンを奪ったのを機に、積極的な攻勢に出た。しかしチョインスキーも粘り、逆に16回にはジェフリーズの顔面に強打を浴びせ出血させるなど、容易に屈せず、結局20回引き分けの判定が下された。
1898年3月22日、ピーター・ジャクソンと対戦し、3回TKO勝ち。「ブラック・プリンス」の異名を持つ伝説的黒人強豪に対しての勝利は、一躍ジェフリーズの名を高めた。だが、ジャクソンは既に全盛期をとうに過ぎており、三年ぶりの公式戦でもあった。後のジェフリーズ自身の運命を思えば皮肉な試合であった。
1898年4月22日、メキシカン・ピート・エベレットと対戦し、3回TKO勝ち。
1898年5月6日、トム・シャーキーと対戦。水兵上がりの屈強な身体を持つシャーキーは、ベアナックルスタイルを受け継ぐ強打者でもあり、巨漢の強打者であるジェフリーズのいわば鏡像のような存在であった。ファン垂涎の顔合わせとして注目を集めたこの一戦は、予想を裏切らぬ壮絶な打ち合いの末、20回判定でジェフリーズの勝利となった。
1898年8月5日、ボブ・アームストロングと対戦。10回判定勝ち。予定では続けてスティーブ・オドネルと対戦することになっていたが、アームストロング戦で拳を負傷したため中止となった。
1899年6月9日、世界ヘビー級王者ボブ・フィッシモンズに挑戦し、11回KO勝ちで世界王座を獲得した。

### 無敗の世界ヘビー級王者
1899年11月3日、防衛戦で難敵トム・シャーキーと再戦。この試合は、映画公開を前提にムービーフィルムで撮影された。ボクシングのタイトルマッチが屋内で動画撮影されるのは史上初のことであった。ただそれ故に両者ともリング上方からの照明用アーク灯の苛烈な光熱に晒され、過酷な環境で戦うことを強いられた。

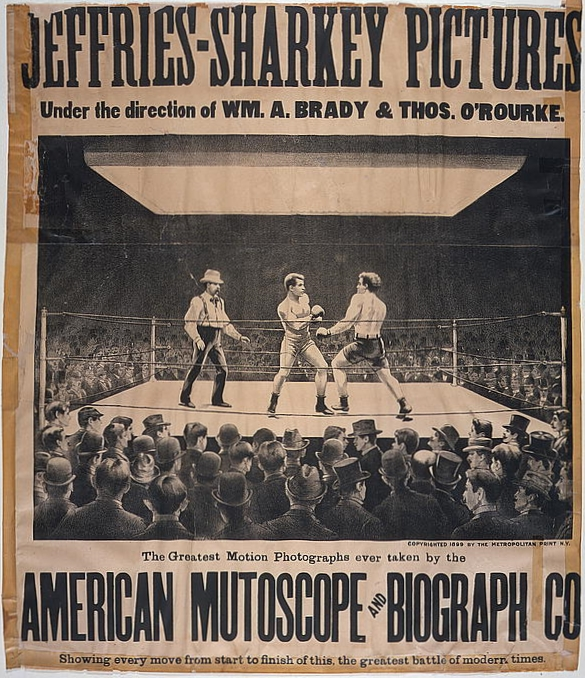
ジェフリーズ-シャーキー戦の映画ポスター

後にリングマガジン誌で「地獄の99分」と称されることになるこの試合は、前回の対戦をもしのぐ死闘となった。

ジェフリーズは2回にシャーキーから2度ダウンを奪うが、とどめを刺すには至らず、逆に15回には顔面への強打を受け鼻と口から出血させられてしまう。20回、バッティングを受けたジェフリーズは額からも出血。しかし試合の主導権は既に彼のものであった。それまでジェフリーズの強烈な右ボディフックを受け続けたことで、シャーキーの左肋骨の数本が既に折れていたのである。23回、シャーキーはグロッキー状態にまで追い込まれるも、クリンチで危機を脱する。24回には折れた肋骨が皮膚を貫通せんばかりの事態になりながらも、シャーキーは左手で傷口を押さえながら右手のみで反撃を試みる。迎えた最終25回終了間際、シャーキーがクリンチした際にジェフリーズの左グローブが外れてしまうというアクシデントが起こった。レフェリーがグローブを戻そうとするも、残り15秒ということもありシャーキーは構わず攻め込む。ジェフリーズはベアナックルでの応戦を強いられたが、ほどなく試合終了。結局25回判定でジェフリーズの勝利となり、初防衛に成功した。試合後のシャーキーは肋骨骨折2箇所の上、鼻を砕かれ、耳はカリフラワーのように腫れ上がっていた。しかしこの総計45回の死闘を経て、両者の間には友情が生まれ親交を深めていくこととなった。
1900年4月6日、防衛戦でジョン・フィネガンと対戦し、初回55秒でのKO勝ちで2度目の防衛に成功した。この初回55秒という試合時間は、2005年にレイモン・ブリュースターが初回52秒でアンドリュー・ゴロタにTKO勝利をするまで、長らくヘビー級タイトルマッチ史上の最短記録であった。
1900年5月11日、防衛戦でジェームス・J・コーベットと対戦し、23回に左フックでKO勝ちを収め3度目の防衛に成功した。
1901年9月18日、ハンク・グリフィンを相手に、4回以内にKOできなければ100ドルを払うという変則マッチを行う。2回にカウント9のダウンを2度奪うなど圧倒するも、KOは果たせなかった。
1901年11月15日、防衛戦でガス・ルーリンと再戦し、5回TKO勝ちで4度目の防衛に成功した。
1902年7月25日、防衛戦でボブ・フィッシモンズと再戦し、8回KO勝ちで5度目の防衛に成功した。
1903年8月14日、防衛戦でジェームス・J・コーベットと対戦し、10回に2度のダウンを奪い棄権によるTKO勝ちを収め6度目の防衛に成功した。
1904年8月26日、防衛戦でジャック・ムンローと対戦し、2回TKO勝ちで7度目の防衛に成功した。この試合を最後に王座を返上し、無敗のまま引退。サンフェルナンドバレーで農園を開いた。

### カムバック: 「世紀の決戦」
1908年12月26日、ジャック・ジョンソンがトミー・バーンズを14回TKOでやぶり、黒人初の世界ヘビー級王者となった。

白人の間では人種的な憎悪の念が広まり、彼らは「グレート・ホワイト・ホープ」（Great White Hope、白人の期待の星）の到来を切望した。
作家のジャック・ロンドンは、引退して農園経営をしていたジェフリーズに対し「アルファルファ栽培の農園から出よ。そしてジョンソンの顔からゴールデン・スマイルを消し去るのだ」と要求した。ジェフリーズ自身はさして人種関係に興味を持っていなかったが、報酬の高額さもあり、結局の所ジョンソンとの試合に臨むこととなった。迎え撃つ王者ジョンソンは記者団の取材に対し、「ジェフは年をとりすぎており、誰を相手にしてもまともに戦える状態ではない。かつての彼の姿を取り戻すことなどできはしない」とコメントした。

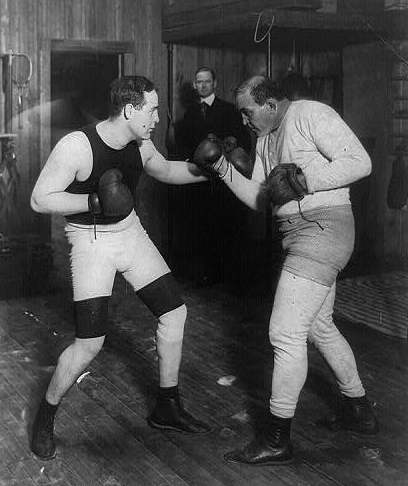
全盛時とほど遠い体型となった1909年のジェフリーズ（右）。左はサミュエル・バーガー。

実際、長らく試合から遠ざかったジェフリーズの体重は、全盛期の220ポンドから300ポンドにまで膨れあがっていたのである。トレーニングで減量を試みたジェフリーズだが、その過程で自身の身体能力が錆び付いている現実にも直面させられてしまう。彼は報道陣から自身の衰えた姿を隠蔽するため、スパーリングのスケジュールを変更し、またパートナーも若いボクサーでなく古くからの仲間を選んだ。このときジェフリーズのトレーナーを務めたジョー・チョインスキーは「彼は明らかに、精神的に苦しみもがいていた」と語っている。

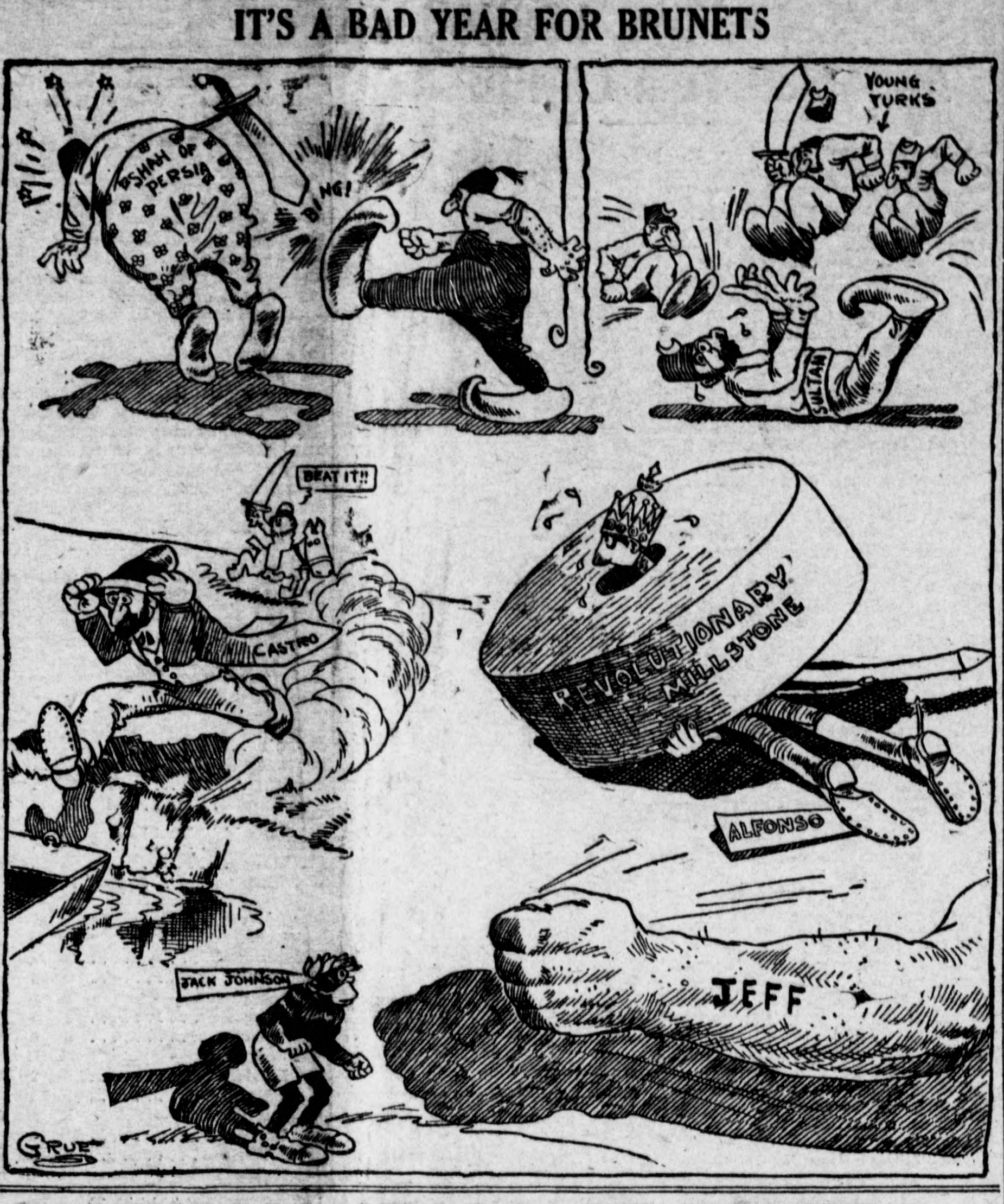
1909年8月6日付タコマ・タイムズの紙面。「ブルネット受難の年」と題された戯画のなかで、巨大なジェフリーズの拳にジョンソンが殴りとばされようとしている。しかし実際の対戦ではこの通りにはならなかった。

1909年10月16日、スタンリー・ケッチェルがジャック・ジョンソンに挑戦するが、12回KOで敗北。ジェフリーズは「ケッチェルが勝てば、私はトレーニングを打ち切るつもりだ」と語っていたが、ジョンソンとの試合に臨まざるを得なくなった。
1910年1月7日付『ザ・ノーフォーク・ウィークリーニュースジャーナル』誌上では、プロレスリング世界王者フランク・ゴッチがジェフリーズの勝利を予言するコメントを発表した（ゴッチはジェフリーズの友人であった）。しかし一方、同じ誌面で「プロレスの父」ことウィリアム・マルドゥーンは、「引退後の６年で、ジェフリーズの身体は既に錆び付いている。ジョン・L・サリバンがコーベットに打ちのめされたのと同様の結果となるだろう」と冷静な評価を下していた。
1910年7月4日、ジャック・ジョンソンと対戦。両者とも握手を拒否する緊張感のなかで開始されたこの「世紀の決戦」であったが、試合は一方的なものとなった。ジェフリーズ優勢と言えたのは4回のみで、このときジョンソンの顔面をとらえ唇から出血させ観客を湧かせたほかは、終始劣勢にまわることとなった。そして15回、下あごに強打を受けたジェフリーズは、生涯最初のダウンを経験することとなった。なんとか膝を突いて立ち上がるも、待ち構えていたジョンソンの強打を受けロープ外にはじき出されてしまう。周囲の手を借りなんとかリング内に戻った彼だが、ジョンソンの攻勢を受けまたもダウンを喫し、見かねたマネージャーがタオルを手にリング内に入ったところで試合終了となった。15回TKOというかたちで、ジェフリーズは最初で最後の敗戦を経験することとなった。
初めての敗北を味わったジェフリーズは、頭を抱えながら「私はもはや優れたファイターではなかった。私はカムバックできなかった。みんな。私はカムバックできなかった」と呻いた。ジェフリーズ夫人は打ちのめされた夫の姿を見て卒倒し、また陣営の面々も涙を禁じ得なかったが、コーベットは泣きながら「君はやれるだけのことはやった」と慰め、またフランク・ゴッチは「元気を出せ。明日一緒に釣りに行こう」と励ました。またジェフリーズはコーベットに対し「ジム、私がかつて倒してきた相手にグローブを渡してきたのを知っているだろう。ジョンソンからグローブをもらえないか聞いてみてくれないか」と言った。ジョンソンはその頼みを聞き、「わかった。記念に喜んで私のグローブを渡そう」と応じた。
会場で観戦したジョン・L・サリバンは、勝者ジョンソンに誰よりも先に祝福の言葉をかけ、新聞社に対しては「哀れにして一方的な試合だった」とコメントした。またジェフリーズを「グレート・ホワイト・ホープ」として担ぎ出した張本人であるジャック・ロンドンは "It was not a great battle" （「偉大な戦いではなかった」）と手のひらを返して酷評した。「落ちた偶像」となったジェフリーズは、失意の中で彼の農場へと帰っていった。敗戦後、彼が新聞社に発表した公式コメントは「これで公衆は、私のことを放っておいてくれるだろう」と結ばれていた。

## 黒人ボクサーとの関係
ヘビー級王者在位中のジェフリーズはカラーラインを引き、黒人ボクサーとの対戦を避けたとされている。実際、彼はタイトルマッチで黒人と対戦したことがない。だが、ボクサー生活において黒人ボクサーとの戦いを特に避けていたわけではなく、王座と関わらない試合では、ハンク・グリフィン、ピーター・ジャクソン、ボブ・アームストロングといった実力者と戦い、そのいずれからも勝利をおさめている。
ハンク・グリフィンはジェフリーズのプロデビューと深く関わっており、ヘビー級王座在位中もノンタイトルの変則マッチで対戦している。ジェフリー・C・ワードの手によるジャック・ジョンソンの伝記（ケン・バーンズ作のドキュメンタリーフィルム"Unforgivable Blackness: The Rise and Fall of Jack Johnson"の原作）では、このグリフィンについて「三流」（a third-rater）という評価が示されているが、ジェフリーズやジョンソンの他、ハリス・マーチン（初代黒人ミドル級王者）、フランク・チャイルズ（第七代黒人ヘビー級王者）、ジャック・ムンロー（ジェフリーズの王座に挑戦）といった強豪と戦い、生涯成績29勝4敗9分というボクサーに対しての客観的な評価とは言い難い。そもそも当のジャック・ジョンソンは、グリフィンと3度戦って1度も勝てていない（1敗2分）。
ピーター・ジャクソンは第五代黒人ヘビー級王者であり、かのジョン・L・サリバンが対戦を避けたとされる伝説的強豪である。ジェフリーズは彼を尊敬しており、昔日の面影無く衰えたその姿を対戦時に目にして、悲しみを覚えたという。
ボブ・アームストロングもまた元黒人ヘビー級王者（六代）である。彼はジェフリーズと友好関係にあり、ジャック・ジョンソンとの「世紀の決戦」の際もジェフリーズ陣営についてトレーニングのサポートをした。当時の新聞には、トレーニングの余暇にレスリングに興じる二人の写真が掲載されている。また、試合当日もセコンドとしてジェフリーズを見守った。試合終盤にジェフリーズがダウンした際、タオルをマネージャーに渡したのは彼である。
ジェフリーズとの直接対戦はないものの、サム・ラングフォードもまた、彼をリスペクトしたひとりである。ジャック・ジョンソンが再戦を避けた黒人強豪として知られる彼だが、件の「世紀の決戦」直前の新聞記事の中では、「ジェフリーズが最初のパンチでジョンソンの顎を砕き勝利することを希望する」というコメントを発表し、ジェフリーズの惨敗を目撃した直後にも「全盛期の彼であれば数ラウンドでジョンソンを仕留めていた」と発言している。
拳闘史研究家のジム・カーニー・ジュニアは、ジェフリーズが人種差別に乗せられたことを認めそれを批判しながらも、「彼はジャック・ジョンソン個人のことは好きではなかったが、それ以外の黒人ボクサーには好意的で、リスペクトしていた」と述べている。

### ジャック・ジョンソンとの逸話
ジェフリーズはヘビー級王座在位中、ジャック・ジョンソンからの対戦要求を避け続けたとよく言われる。しかし逆に、ジェフリーズからジョンソンに「リング外」での対戦要求をしていたという逸話が残されてもいる。以下は1906年3月5日付『ザ・イブニングワールド』でロバート・エドグレンによって紹介された出来事である。

同様の記述は1910年に刊行されたジェフリーズの自伝にもあり、1904年の出来事とされている。ただしそこではハリー・コーベットが用意した金額は2,500ドルとされている。また地下室での決闘を拒絶し立ち去るジョンソンに対しジェフリーズが嘲笑しながら悪態をつく一節が存在するなど、全体的により詳細な記述となっている。なお、この出来事自体はジャック・ジョンソンの自伝および伝記でも言及されており、事実とみられる。ただしジェフリーズ寄りのテキストでは、ジョンソンの臆病さが強調され、ジョンソン寄りのテキストでは、黒人ボクサーをまともな挑戦者と見なさないジェフリーズのレイシストとしての面が強調されるかたちでの言及となっている。

## 獲得タイトル
- 世界ヘビー級王座